# Niels Viggo Bentzon
Niels Viggo Bentzon, född den 24 augusti 1919 i Köpenhamn, död den 25 april 2000 i Köpenhamn, var dansk tonsättare, pianist och organist samt lärare vid Musikkonservatoriet i Köpenhamn. Hans omfattande produktion, ofta i en avantgardistisk stil, utmärks av stor fantasirikedom och mångsidighet.

## Biografi
Bentzon föräldrar var professor, juris doktor Viggo Bentzon (1861 – 1937) och pianisten Karen Emma Bentzon, född Hartmann (1882 – 1977). Han utbildade sig 1941 vid Kungliga Danska Musikkonservatoriet som elev till Knud Jeppesen och Leo Mathisen och tog organistexamen 1942. Han fick också Anckerstipendiet 1947.
Bentzon var även utbildad pianist, men som kompositör var han självlärd och hans musik grundade sig ofta på hans briljanta talang för improvisation i sådan grad att många av kompositionerna, åtminstone pianostyckena, kan karakteriseras som skriftliga improvisationer. Hans inspiration kom mycket från nyklassisister som Paul Hindemith, Johannes Brahms, Bela Bartók, Carl Nielsen och något äldre samtida, danska tonsättare som Franz Syberg och kusinen Jörgen Bentzon. Senare bidrog även intryck från Benjamin Britten, Arnold Schönberg, Alban Berg och Igor Stravinskij. Under en period kring 1950 uppehöll han sig kring den så kallade metamorfostekniken.
Från omkring 1960 övergick hans stil i kompositionen till tolvtonsmusiken. Men parallellt ägnade han sig under de kommande 20 åren mycket åt fluxus- och happeningliknande uttrycksformer. Det bidrog till att göra honom till den mest kända kompositören av nutida dansk musik. Under sina sista år återvände han dock till enklare och mera tonala uttryck.
Förutom som pianist och kompositör var han verksam som lärare i både Aarhus och Köpenhamn. I sina yngre dagar var han även en flitig musikkritiker och kommentator och har skrivit böcker både om musik och annan skönlitteratur. Han hade därtill under 1940- och 1950-talen flera förtroendeuppdrag inom musikkulturen.
I den rikhaltiga produktion, omfattande ca 620 verk, som Bentzon efterlämnat, ingår bland annat 60 orkesterverk, 120 kammarmusikverk, 30 orgel- och vokalverk, samt baletter, bakgrundsmusik för radio, film och TV, samt operorna Faust III (1964) och Automaten (1973). Ett av hans mest kända verk är Det tempererade pianot, inspirerat av Bach, som omfattar tolv samlingar med vardera 24 preludier och 24 fugor, tillsammans totalt 576 pianostycken.
Sammanställning av Bentzons produktion som kompositör finns på engelska Wikipedia.

## Utmärkelser
- 1954: Henri Nathansens minnesstipendium
- 1961: Carl Nielsens minnesstipendium och Svend Wilhelm Hansens hedersstipendium
- 1961: Professor Ove Christensens hedersstipendium
- 1965: Carl Nielsen-priset
- 1965: Riddare av Dannebrog
- 1966: Hederspris från Statens Konstfond
- 1970: Produktionspremie från Statens Konstfond
- 1971: Stipendium från Statens Humanistiska Forskningsråd
- 1977: Ludvig Schytte och hans hustrus minnesstipendium
- 1977: Riddare av 1. graden av Dannebrog